# Opera lui Marin Preda
Opera lui Marin Preda
- 1948 - Întâlnirea din pământuri, volum de povestiri

vezi și Întâlnirea din pământuri. 
- 1949 - Ana Roșculeț

O nuvelă celebră despre o țesătoare care este maltratată de un soț primitiv și violent. La redacția ziarului Scînteia s-a primit imediat o scrisoare de la o țesătoare care se numea chiar Ana Roșculeț și care infirma toate acuzațiile aduse de „tovarășul scriitor Preda” soțului său. Dezmințirea aceasta era un exemplu tipic de minciună și manipulare practicat în epocă.. 
- 1952 - Desfășurarea. O nuvelă - pledoarie pentru colectivizare - în care personajul principal, forțat prin diferite mijloace să se desfășoare, să semneze intrarea in G.A.C. (abrevierea termenului Gospodarie Agricolă Colectivă)
- 1955 - Moromeții, volumul I, considerat capodopera scriitorului. [1]

- 1956 - Ferestre întunecate
- 1959 - Îndrăzneala
- 1962 - Risipitorii
- 1967 - Moromeții, vol. II. Volumul al doilea, continuarea romanului început în 1955 a produs o vie emoție printre cenzori și criticii literari ce au îmbrățișat realismul socialist. Volumul stârnește îngrijorarea autorităților comuniste deoarece în acest roman sunt prezentate pentru întâia oară scenele colectivizării forțate și a cotelor, echivalentul comunist al „fonciiri“, plătită de Moromete în primul volum. Niculae Moromete, ajuns acum activist de partid, se întoarce în sat pentru a-și convinge consătenii să intre în C.A.P. După lungi conversații cu tatăl său, care nu renunțase la ideile liberale și după ce asistă la scene de violență extremă și la represiunea cruntă a trupelor de Securitate care încercuiesc satul și îi obligă pe țărani să achite cotele, Niculae renunță la cariera de activist, preferând să devină inginer.
- 1968 - Intrusul

Romanul foarte apropiat de școala existențialismului francez, pornește de la cazul real al unui muncitor care din dorința de a-și salva prietenii intră într-o cisternă cu aer toxic care îl transformă într-un invalid. 
- 1972 - Imposibila întoarcere
- 1972 - Marele singuratic
- 1973 - Întâlnirea din pământuri (ediția a 2-a)
- 1975 - Delirul

Romanul a provocat un mic scandal diplomatic cu Kremlinul deoarece Preda a participat la o reabilitare a lui Antonescu, prezentat pentru prima dată după execuția sa într-o lumină pozitivă. Se pare că pentru documentare Preda ar fi citit chiar dosarul secret al lui Antonescu care se găsea în arhiva Securității.
- 1977 - Viața ca o pradă

Roman autobiografic, o capodoperă a lui Preda, un Bildungsroman în care asistăm la formarea acestuia ca scriitor și intelectual român.
- 1980 - Cel mai iubit dintre pământeni

Roman în trei volume, centrat în jurul vieții filosofului Victor Petrini, un fost deținut politic care este obligat să cunoască mediile cele mai joase, mai umile, devenind, printre altele, chiar liderul unei echipe de deratizare.
Lista completa opere Marin Preda: http://beheader69.wordpress.com/2011/06/19/operele-lui-marin-preda/
1. ↑  „Moromeții 60. Jubileul unei capodopere, la Londra”.